# Jack Sinclair
Jack Sinclair (1856 – 14 maggio 1922) è stato un calciatore nordirlandese, di ruolo attaccante.